# Morat (Band)
Morat ist eine kolumbianische Folk-Pop-Band aus Bogotá, die seit 2015 auftritt. Aktuell besteht die Gruppe aus folgenden vier Mitgliedern: Simón Vargas Morales, Juan Pablo Isaza Pineros, Martín Vargas Morales und Juan Pablo Villamil Cortés.

## Geschichte
Die vier Bandmitglieder kennen sich bereits seit Schulzeiten und entschieden schließlich 2015 eine Band zu gründen. Zu Beginn spielte noch Alejandro Posada am Schlagzeug, welcher die Band 2016 wieder verließ. Er wurde später durch Martín Vargas Morales, dem Bruder von Simón Vargas Morales ersetzt.
Morat veröffentlichten am 17. Juni 2016 ihr erstes Album Sobre El Amor Y Sus Efectos Secundarios, welches vor allem in Lateinamerika und Spanien große Erfolge feierte. Die erste Single-Auskopplung Mi nuevo vicio wurde etwa mit Platin ausgezeichnet.
Für ihr Debütalbum war die Band 2016 auch für einen Latin Grammy in der Kategorie „Beste Newcomer“ nominiert.
Durch den steigenden Bekanntheitsgrad vor allem in der spanischsprachigen Welt kollaborierte Morat auch mit namhaften Künstlern wie Juanes, Álvaro Soler und Martina Stoessel. Der Song Besos en guerra, den die Band gemeinsam mit dem kolumbianischen Sänger Juanes aufnahm, erreichte auf YouTube über 200 Millionen Aufrufe (Stand: November 2018).
Am 25. Oktober 2018 erschien das zweite Studioalbum, Balas Perdidas.

## Diskografie
Studioalben

| Jahr | Titel Musiklabel                                              | Höchstplatzierung, Gesamtwochen, AuszeichnungChartplatzierungen (Jahr, Titel, Musiklabel, Platzierungen, Wochen, Auszeichnungen, Anmerkungen) | Höchstplatzierung, Gesamtwochen, AuszeichnungChartplatzierungen (Jahr, Titel, Musiklabel, Platzierungen, Wochen, Auszeichnungen, Anmerkungen) | Anmerkungen                                                |
| Jahr | Titel Musiklabel                                              | Latin | ES | Anmerkungen                                                |
| ---- | ------------------------------------------------------------- | --- | --- | ---------------------------------------------------------- |
| 2016 | Sobre el amor y sus efectos secundarios Universal Music Spain | Latin— GoldLatin | ES5 Gold · (133 Wo.)ES | Erstveröffentlichung: 17. Juni 2016 Verkäufe: + 395.000    |
| 2018 | Balas perdidas Universal Music Spain                          | Latin— PlatinLatin | ES1 Platin · (153 Wo.)ES | Erstveröffentlichung: 25. Oktober 2018 Verkäufe: + 596.000 |
| 2021 | ¿A dónde vamos? Universal Music Spain                         | Latin— GoldLatin | ES1 Gold · (98 Wo.)ES | Erstveröffentlichung: 16. Juli 2021 Verkäufe: + 330.000    |
| 2022 | Si ayer fuera hoy Universal Music Spain                       | Latin— GoldLatin | ES2 Platin · (108 Wo.)ES | Erstveröffentlichung: 4. November 2022 Verkäufe: + 70.000  |
| 2023 | Antes De Que Amanezca Universal Music Spain                   | — | ES10 (7 Wo.)ES | Erstveröffentlichung: 15. Dezember 2023                    |